# Nematopsis calappae
Nematopsis calappae is een soort in de taxonomische indeling van de Myzozoa, een stam van microscopische parasitaire dieren. Het organisme komt uit het geslacht Nematopsis en behoort tot de familie Porosporidae. Nematopsis calappae werd in 1951 ontdekt door G.H. Ball.